# Spinnerskorna

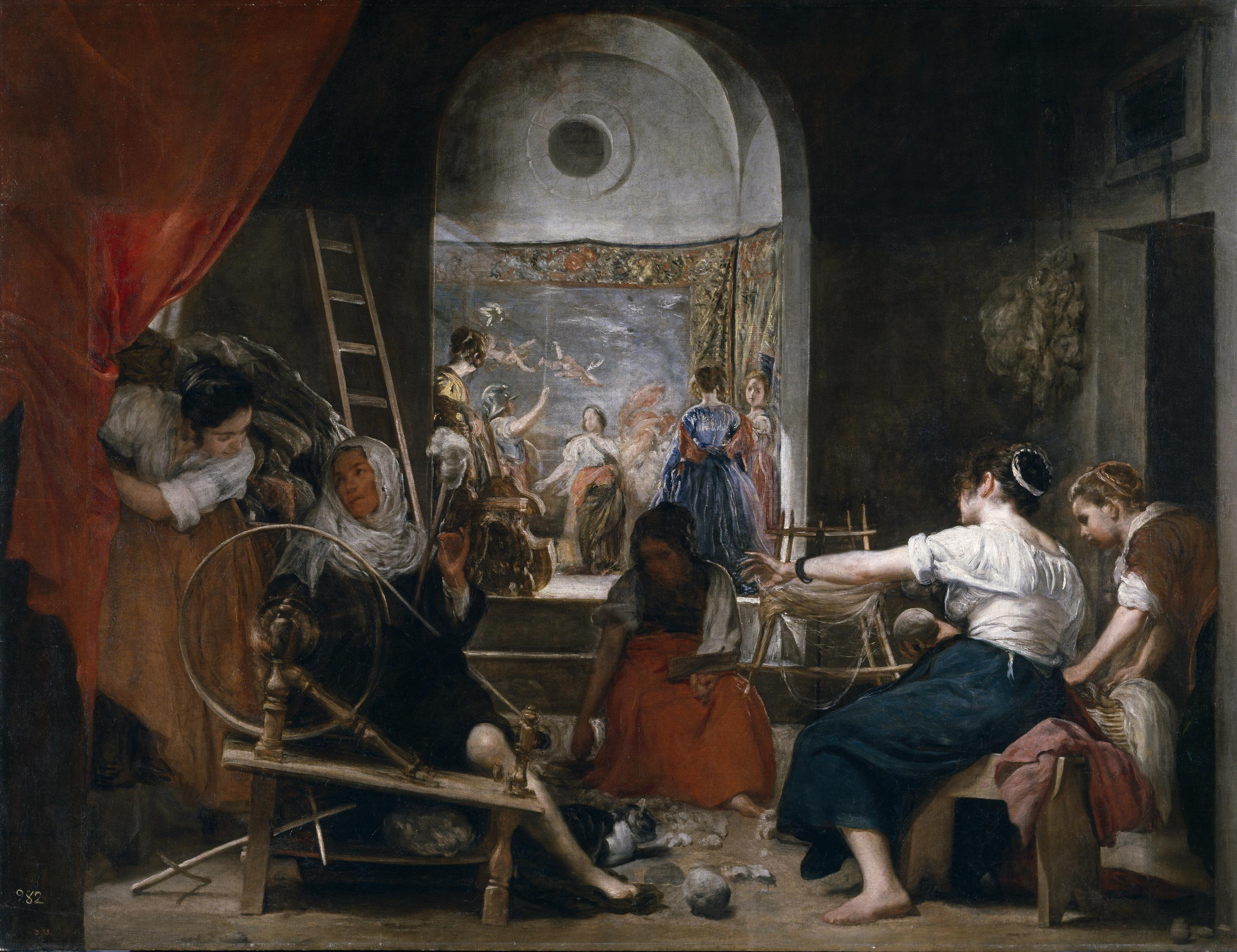
Efter de utökningar av duken som gjordes på 1700-talet syns ett takvalv i bakgrunden.

Spinnorskarna (spanska: Las hilanderas) är en oljemålning av den spanske barockkonstnären Diego Velázquez. Den utfördes omkring 1655–1660 och ingår i samlingarna på Pradomuseet i Madrid.
Spinnerskorna är ett av Velázquez mest ambitiösa och gåtfulla verk. I förgrunden skildras fem kvinnor som kardar, vindar och spinner garn i vad som verkar vara en textilverkstad. Till vänster syns en spinnrock, i mitten håller kvinnan med ansiktet mot betraktaren kardor i händerna och till höger arbetar en kvinna med en nystvinda. På vägen till höger hänger ull. Velázquez, som vid tiden för denna målning var en uppburen konstnär vid Filip IV:s hov där han framför allt målade porträtt av den kungliga familjen, har här återvänt till interiöra genremotiv från vardagen, så kallade Bodegónes som han främst ägnade sig åt under sina lärlingsår i Sevilla. 
Men Spinnerskorna innehåller fler lager och i bakgrunden syns ett annat rum som utgör en tavla i tavlan. Här skildras en episod ur den grekisk-romerska mytologin, mest känd från Ovidius Metamorfoser, där den lydiska kvinnan Arachne (stående i mitten med ansiktet mot betraktaren) utmanar gudinnan Athena (iklädd rustning) i vävkonst. Trots att Arachnes verk var tekniskt fulländat straffades hon för sin arrogans och förvandlades till en spindel. I Velázquez version har Arachne vävt samma motiv som förekommer i Tizians verk Europas bortrövande, en tavla som Velázquez kunde beskåda i den spanska kungens samling. Ett alternativnamn till målningen är Fabeln om Arachne (La fábula de Aracne).
Velázquez blandar symbolik, mytologi och religion med en jordnära realism, vilket han gjort tidigare också, framför allt som ung i till exempel Kökspigan med kvällsvarden i Emmaus (cirka 1617–1618) och Kristus i Martas och Marias hus (cirka 1618). Även i hans sena och mest kända verk, Hovdamerna (cirka 1656), används denna metod och där skymtar kungaparet fram i en spegel eller ett fönster i bakgrunden. 
Spinnerskorna utfördes på beställning av Don Pedro de Arce och kom i kunglig spansk ägo under tidigt 1700-tal. Den skadades troligen i en brand i Real Alcázar de Madrid 1734. Under dess restaurering efter branden utökades duken med nya sektioner på sidorna (totalt 37 cm) och upp till (50 cm) där ett takvalv lades till. Sedan 2013 döljer Pradomuseet 1700-talets utökning bakom en skärm så att endast den ursprungliga duken syns.